# Ashen (игра, 2018)
Ashen — компьютерная игра в жанре Action/RPG, разработанная новозеландской студией А44 и выпущенная компанией Annapurna Interactive для Windows и Xbox One 7 декабря 2018 года, а 9 декабря 2019 для Nintendo Switch и PlayStation 4.

## Игровой процесс
Управляемый игроком персонаж странствует по открытому миру в поисках Пепельной. Игроку также предлагается постепенно развивать поселение, куда регулярно возвращается персонаж — от скромного палаточного лагеря до процветающего городка. В путешествиях игрового персонажа сопровождают спутники — как управляемые ИИ не игровые персонажи, так и другие игроки, подключающиеся к игре онлайн; при этом возможность общаться со спутником отсутствует — игрок может только догадываться по изменениям в поведении спутника, что ему помогает другой живой человек, а не программа.

## Сюжет
Действие Ashen происходит в фэнтезийном мире, лишенном солнца — со смертью божественной птицы по имени Пепельная мир погрузился во тьму, но позже свет вернулся, означая, что Пепельная возродилась.

## Критика
| Сводный рейтинг       | Сводный рейтинг                 |
| Агрегатор             | Оценка                          |
| --------------------- | ------------------------------- |
| GameRankings          | - 81,40 % (PC) - 76,78 % (XONE) |
| Metacritic            | 84/100 (XONE) 85/100 (PC)       |
| Иноязычные издания    |                                 |
| Издание               | Оценка                          |
| GameSpot              | 9/10                            |
| GamesRadar+           | 4/5                             |
| IGN                   | 9/10                            |
| Русскоязычные издания |                                 |
| Издание               | Оценка                          |
| «Игры Mail.ru»        | «8/10»                          |

Обозреватели указывали на заметное сходство игры с серией Souls, вплоть до отдельных игровых механик, при этом оговариваясь, что Ashen не является полным подражанием и у игры все-таки есть и собственная индивидуальность. Отдельных похвал удостоились атмосфера игры, по-честному сложные сражения, система развития поселения и кооперативная игра, поощряющая невербальное общение между игроками.
Эдвин Эванс-Тирлвелл с Eurogamer описывал Ashen как «атмосферный, продуманный ролевой экшен с замечательными пейзажами опустошённого мира и парой великолепных подземелий»